# Uma Loira para Três
She Done Him Wrong (bra/prt: Uma Loira para Três) é um filme pre-Code estadunidense de 1933, do gênero comédia romântica dramática, dirigido por Lowell Sherman, estrelado por Mae West, e coestrelado por Cary Grant e Gilbert Roland. O roteiro de Harvey F. Thew e John Bright foi baseado na peça teatral "Diamond Lil" (1928), da própria West.
A trama retrata a história de uma cantora de boate sedutora que lida com vários pretendentes, mas é ameaçada com violência por um deles se agir de forma infiel enquanto ele estiver na prisão.
O filme é famoso pelas muitas insinuações sexuais e trocadilhos de West, incluindo seu mais conhecido "Why don't you come up sometime and see me?" (em tradução livre: "Por que você não sobe algum dia para me ver?").
Em 1996, "She Done Him Wrong" foi selecionado para preservação no National Film Registry, seleção filmográfica da Biblioteca do Congresso dos Estados Unidos, como sendo "culturalmente, historicamente ou esteticamente significativo".

## Sinopse
Na década de 1890, em Nova Iorque, Lady Lou é uma cantora de sucesso no clube noturno de seu chefe e benfeitor Gus Jordan. Ela conhece todo mundo na cidade, especialmente os homens. Quando seu ciumento ex-namorado Chick Clark vai preso, ele a ameaça com violência se ela for infiel enquanto ele estiver na prisão. Complicando ainda mais as coisas, Gus está secretamente envolvido com prostituição, administra uma rede de falsificação e também envia mulheres jovens para São Francisco para virarem batedoras de carteira. Apesar dos avisos de Clark, Lou se interessa pelo Capitão Cummings, líder de uma espécie de Exército de Salvação, localizado na porta ao lado. Após Clark conseguir fugir da prisão, ele vai direto ao clube em busca de sua amada, mas logo percebe que as coisas não saíram como havia planejado, o que traz problemas para Lou e para todos.

## Elenco
- Mae West como Lady Lou
- Cary Grant como Capitão Cummings

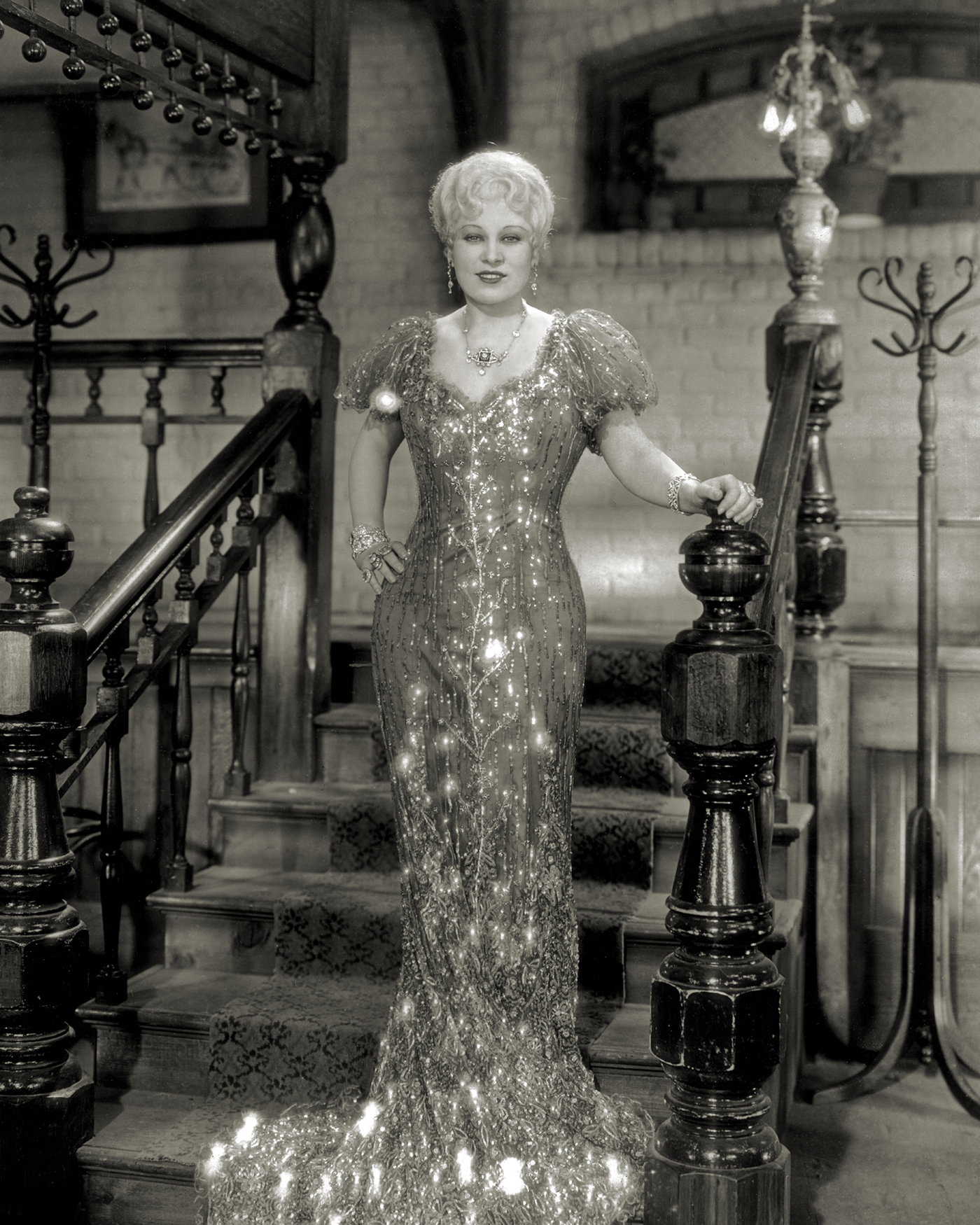
Mae West em foto publicitária para o filme.

- Gilbert Roland como Serge Stanieff
- Owen Moore como Chick Clark
- Noah Beery, Sr. como Gus Jordan
- David Landau como Dan Flynn
- Rafaela Ottiano como Rita Russa
- Dewey Robinson como Spider Kane
- Rochelle Hudson como Sally
- Tammany Young como Chuck Connors
- Fuzzy Knight como Ragtime Kelly
- Grace La Rue como Frances Kelly
- Robert Homans como Doheney
- Louise Beavers como Pearl, empregada de Lou

## Produção
Os títulos de produção do filme foram "Honky Tonk", "Ruby Red" e "Lady Lou". A produção marcou o primeiro papel principal de Mae West no cinema, embora ela tenha participado do filme "Night After Night" anteriormente, no elenco coadjuvante.
Em janeiro de 1930, a Universal Pictures estava considerando comprar os direitos de exibição da peça teatral de West, "Diamond Lil", e possivelmente contratá-la para ser uma membra da equipe de roteiristas do estúdio. Ainda naquele mês, a Universal desistiu de seus planos após ser desencorajada pela AMPP. Em abril de 1930, a peça já havia sido examinada pelo Código de Produção, na mesma época em que a Paramount Pictures estava considerando adaptá-la para as telas. Em 9 de novembro de 1932, a peça foi banida.
Em 19 de outubro de 1932, William H. Hays, chefe do Código de Produção, escreveu ao presidente da Paramount, Adolph Zukor, informando que "Diamond Lady" e "Diamonds", os títulos sugeridos para o filme, haviam sido rejeitados porque "mudar o título [da peça] não é suficiente". As gravações do filme começaram em 25 de novembro de 1932, sob o título "Ruby Red". Após Hays ameaçar interromper as filmagens se o roteiro não fosse aprovado pelo MPPDA, a história finalmente foi aceita em 28 de novembro de 1932, com a condição de que não fosse associada à peça em publicidade ou anúncios, e que se conformasse às condutas do Código. As gravações duraram 18 dias. Em 6 de dezembro de 1932, o título foi alterado para "She Done Him Wrong".
Após uma reunião de Hays com o produtor William LeBaron, o estúdio foi obrigado a mudar a atividade criminosa de Russian Rita de tráfico de mulheres para falsificação, com a advertência de que os cineastas removessem do filme "o máximo possível de qualquer sentimento de realismo sórdido" e reduzissem o número de homens com quem Rita teve envolvimento. Em 30 de setembro de 1935, após revisar o filme, a PCA recusou o pedido da Paramount de relançar o filme com o selo de aprovação do Código de Produção, considerando-o "tão completamente em violação" das normas.

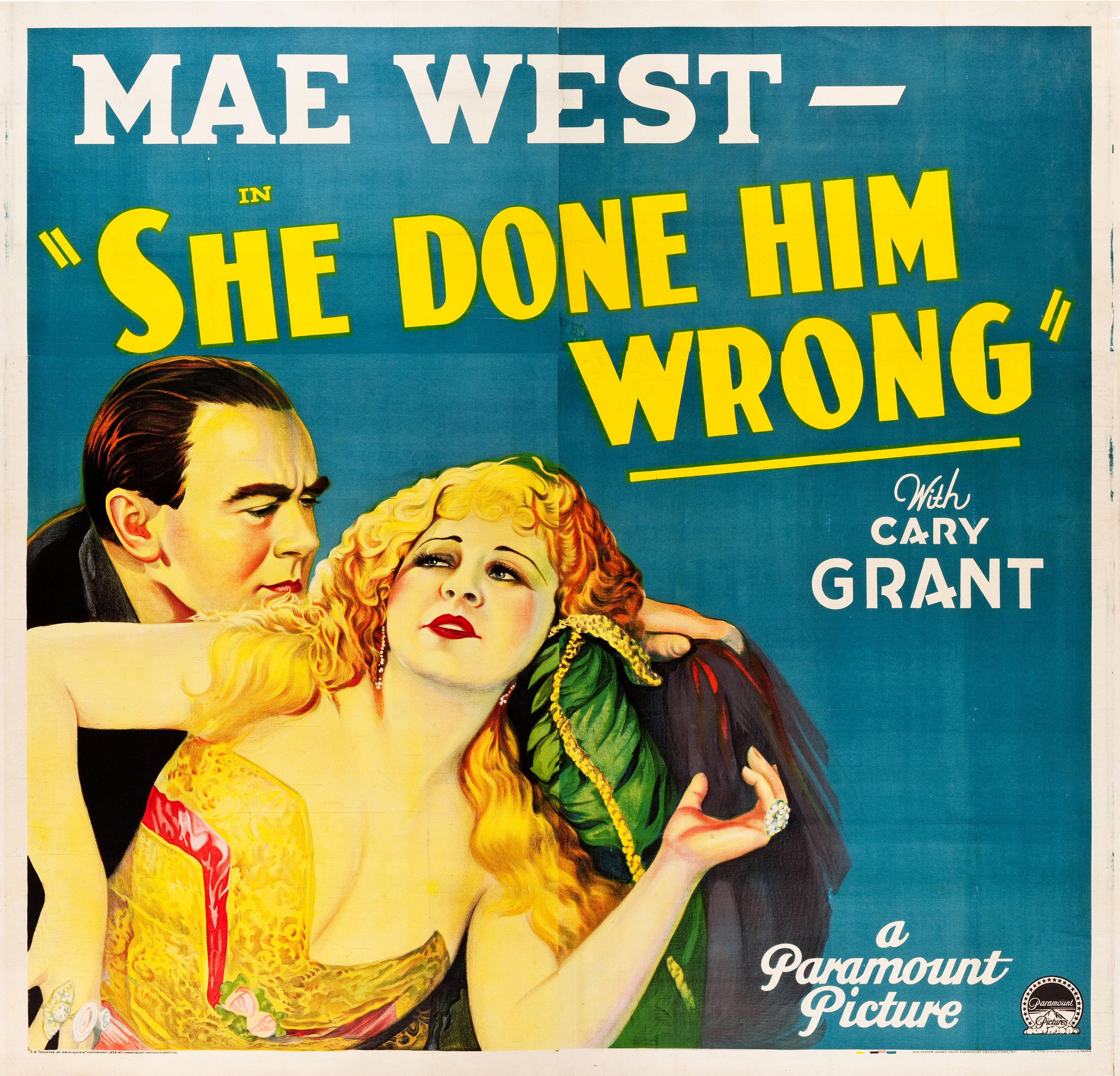
Cartaz promocional alternativo.

Cary Grant já havia participado de outras produções no ano anterior, como "This Is the Night", com Lili Damita; "Devil and the Deep", com Tallulah Bankhead; "Sinners in the Sun", com Carole Lombard; "Blonde Venus", com Marlene Dietrich; "Hot Saturday", com Nancy Carroll; e os filmes "Quando a Mulher Se Opõe" e "Madame Butterfly", ambos com Sylvia Sidney. Embora "She Done Him Wrong" tenha sido lançado depois, Mae West sempre afirmou que descobriu Grant e seu talento, dizendo que até então ele só havia feito "alguns testes com aspirantes a estrelas".
Marian Marsh foi originalmente escalada para interpretar Sally, mas foi substituída por Rochelle Hudson. Rafaela Ottiano, que desempenhou o papel de Rita Russa nos palcos da Broadway, foi escalada por recomendação de West para interpretar o mesmo papel, o que resultou em colaborações entre ela e a atriz ao longo de toda a sua carreira.
Louise Beavers foi a única atriz negra escalada para o filme pessoalmente por West, que insistiu em ter uma mulher negra ao seu lado. Em suas atuações no palco e na tela, West sempre buscava contracenar com atores e atrizes negros, contribuindo para combater a discriminação racial no mundo do entretenimento. Os shows de West resultaram em sua prisão por material considerado atrevido, e a presença de atores negros nos palcos de seus espetáculos foi extremamente controversa. Com este filme, tanto West quanto seus superiores na Paramount conseguiram escalar outras estrelas negras para alguns de seus filmes subsequentes.
Os lucros arrecadados por este filme e "I'm No Angel" (1933), também estrelado por West, conseguiram livrar a Paramount da falência.
A famosa frase de West para Cary Grant é "Why don't you come up sometime and see me?" (em tradução livre: "Por que você não sobe algum dia para me ver?"). Ela mudou para "Come up and see me sometime" (em tradução livre: "Suba e venha me ver algum dia") em seu próximo filme, "I'm No Angel", lançado no mesmo ano e também coestrelado por Grant.
O filme possui algumas semelhanças com "The Bowery", produção lançada mais tarde no mesmo ano pela United Artists, estrelando Wallace Beery, o irmão de Noah Beery, Sr. Ambos os filmes incluem um dono de saloon chamado Chuck Connors como um personagem (interpretado por Wallace Beery em "The Bowery", e Tammany Young em "She Made Him Wrong").

## Recepção
Uma crítica para o The New York Times afirmou: "A atuação altamente cativante de Mae West inevitavelmente ofusca os esforços louváveis de Cary Grant, Noah Beery, Owen Moore, David Landau e Rafaela Ottiano. A direção de Lowell Sherman é leve e ágil".
A revista Variety deu uma crítica negativa ao filme, argumentando que a Paramount estava tentando apressar o estrelato de Mae West ao conceder-lhe seu próprio filme e muito destaque, enquanto o filme em si não se sustentava bem sem atores conhecidos e uma história cativante, apesar da presença de nomes consagrados como Noah Beery, Sr. e Owen Moore, além do novato Cary Grant.
Segundo o crítico e historiador de cinema Ken Wlaschin, este é o melhor filme de Mae West.
A Universal Pictures, através de sua divisão EMKA, atualmente possui os direitos de distribuição do filme.

### Bilheteria
De acordo com os registros da Paramount Pictures, o filme, que teve um orçamento de US$ 200.000, foi um sucesso de bilheteria, arrecadando US$ 2.200.000 nacionalmente.

## Prêmios e homenagens
| Ano  | Cerimônia | Categoria    | Indicado        | Resultado | Ref.          |
| ---- | --------- | ------------ | --------------- | --------- | ------------- |
| 1934 | Oscar     | Melhor filme | William LeBaron | Indicado  | [ 20 ] [ 21 ] |

Com 66 minutos, o filme é a produção com a menor duração a ter sido indicada ao Oscar de melhor filme.
O filme foi reconhecido pelo Instituto Americano de Cinema nas seguintes listas:
- 1998: 100 Anos...100 Filmes – Indicado[22]
- 2000: 100 Anos...100 Risadas – #75[23]
- 2004: 100 Anos...100 Canções:
  - "Frankie and Johnny" – Indicado[24]
- 2005: 100 Anos...100 Citações:
  - Lady Lou: "Why don't you come up sometime and see me?" – #26[25]
- 2007: 100 Anos...100 Filmes (10.º Aniversário) – Indicado[26]

## Impacto cultural
Em 1933, o curta de animação "She Done Him Right" foi lançado como uma paródia derivada do filme.